# 近藤純夫
近藤 純夫（こんどう すみお、1952年3月10日 - ）は、日本のエッセイスト、翻訳家、冒険家。
子ども調査研究所主任研究員の同名人物は別人。

## 来歴・人物
北海道出身。1970年よりフランス留学後、法政大学文学部哲学科卒業。出版社勤務、予備校教師を経てエッセイスト、翻訳家。
1994年よりハワイ火山国立公園アドバイザー。1983年より2005年まで地球クラブ代表。 1992年より日本洞窟学会会員、2000年より2011年まで日本火山学会会員。
1994年より1998年までオペル冒険大賞コーディネーター。1993年より1999年まで RJCカー・オブ・ザ・イヤー(NEW CAR OF THE YEAR選考委員会) 委員 。1996年よりマルボロチャレンジ選考委員長。1995年より1997年までNIFTY-SERVE 冒険&フィールドライフフォーラム・シスオペ。
2002年より朝日カルチャーセンター講師、2006年よりフラレア・ハワイアン・カルチャー講師、2007年よりスパリゾートハワイアンズ・フラ・ミュージアム・アドバイザー、アロハ検定執筆・監修者。2008年より常磐音楽舞踊学院講師ほかを務める。

## 著書
- 『もっと深く』（岩波書店） 1994
- 『地球への挑戦』（日本文芸社） 1995
- 『ケイビング入門とガイド』（山と渓谷社） 1996
- 『山でウンコをする方法』(訳著、日本テレビ出版） 1997
- 『世界と日本の動物園』（平凡社） 1998
- 『おもしろハワイ学』（JTBハワイ） 2001.4
- 『ハワイ・ブック』（平凡社） 2001.8
- 『おもしろハワイ学2』（JTBハワイ） 2002.4
- 『ハワイ・トレッキング』（平凡社） 2003.2
- 『ハワイアン・ガーデン』（平凡社） 2004.11
- 『ハワイBOX フラの本』（講談社） 2006.10

、他

### 共著
- 『円山動物園』（北海道新聞社） 1999
- 『ハワイ極楽ガイド』（宝島文庫） 2000
- 『親と子の週末48時間』（小学館） 2001.11
- 『いい店好きな店』（小学館） 2002.4
- 『江戸・東京を創った偉人鉄人』（平凡社） 2002.11
- 『アロハ検定』（ソニー・パブリッシング） 2007.7

## 翻訳
- 『極限への旅 - 原初的パワーの覚醒を求めて』（ロブ・シュルタイス、日本教文社） 1985.12
- 『復讐渓谷』（ジェフ・ロング、光文社文庫） 1989
- 『ナイフでえぐれ』（スティーヴン・ソロミタ、新潮文庫） 1992.1
- 『荒ぶる地球 - 自然災害のすべて』(ナショナルジオグラフィック協会編、岩波書店、地球発見ブックス) 1992.6
- 『TAKE DOWN - 若き天才日本人学者vs超大物ハッカー』上・下（下村努, ジョン・マーコフ、徳間書店） 1996.5
- 『夜が終わる場所』（クレイグ・ホールデン、扶桑社文庫） 2000.3
- 『この世の果て』（クレイグ・ホールデン、扶桑社文庫） 2000.8
- 『ジャズ・バード』（クレイグ・ホールデン、扶桑社ミステリー） 2002.9
- 『イザベラ・バードのハワイ紀行』（平凡社、平凡社ライブラリー） 2005.6
- 『ルインズ - 廃墟の奥へ』上・下（スコット・スミス、扶桑社ミステリー） 2008.3
- 『シンプル・プラン』(スコット・B・スミス、扶桑社文庫)  2019.3

、他

## 連載
- 岳人『初心者のためのケイビング入門』　1986年1月～12月
- 東京中日スポーツ『現代の冒険家たち』　1990年10月～91年4月
- 朝日新聞日曜版『ちょっと探検へ』　1991年9月～12月
- ソニーマガジンズ『FIELD&STREAM』海外の雑誌から　1992年4月～1994年8月
- 中日新聞社『東京中日スポーツ』RV批評　1989年5月～1994年12月
- 産経新聞『水曜日夕刊読書欄』書評　1987年～
- 小学館『BE-PAL』世界のびーぱる　1995年3月～1997年12月
- 芸文社『辛口ネット』大地から大地へ　1996年10月～1997年9月
- 新潮社『シンラ』シンラクラブ　1997年2月～12月号
- 山と渓谷社『山と渓谷』極寒は地球の縁を回る　1999年1月～3月
- 経済界『Mobile!』モバイル・フィールド　1997年～04年
- パシフィック・リゾート『アロハカワラ版』(ハワイの自然と文化) 　2002年8月～
- 朝日新聞社『通のためのハワイガイド』asahi.com　2002年11月～03年1月
- 文踊社『フラレア』ハワイアンガーデン　2004年夏号～
- 文踊社『フラレア』フラの背景　2005年夏号～
- 枻出版『ハワイスタイル』ヘレ・マーリエ　2005年夏号～
- JTBホームページ『大地から大地へ』　2006年1月～3月
- Travel Journal『ハワイアン・ネイチャー』　2006年1月～6月

、他

## 主な活動・メディア出演
- 1989年　ニュージーランド水の調査(『ナチュラアイ』他)
- 1992年　ネパール、ポカラ街道・水の旅(『山と渓谷』他）
- 1991年-1995年　北極圏の暮らしを追う(『産経新聞』他)
- 1996年　ワシントン州のアウトドア関連企業とフィールド取材(『アウトドア』他)
- 1997年　オレゴン州のアウトドア関連企業とフィールド取材(『アウトドア』他)
- 1999年　イギリス・ジャージー島の野生生物研究所、他
- 2000年　アラスカインディアン(『ウィンズ』他)
- 2000年　オーストラリア・カンガルー島(『モバイル』他)
- 2000年　全ハワイ諸島の自然と文化(『シンラ』他)
- 2001年　早見優の『宇宙船緑の地球号』自然コーナー・パーソナリティー(4ヶ月)
- 2002年　北西ハワイ諸島の自然、カホオラヴェ島の自然(『産経新聞』他)
- 2003年　ハワイ島遺跡調査（ビショップ博物館との合同調査)
- 2004年　BAY FM『ザ・フリントストーン』
- 2004年　NHK BS 『地球大自然　カウアイ島の自然』コーディネート
- 2004年　NHKスペシャル『地球大進化』(7月放映) ハワイ島コーディネート
- 2004年　TBS『夢の扉』(11月放映)　カウアイ島、ニイハウ島コーディネート
- 2004年　TBS『日立 世界ふしぎ発見!』(12月放映)　ハワイ島コーディネート
- 2004年　BAY FM『ザ・フリントストーン』11月
- 2005年　J-WAVE『GOOD MORNING TOKYO』
- 2005年　TBSラジオ『サントリー サタデー・ウェイティングバー アヴァンティ』
- 2005年　J-WAVE『ANA WORLD AIR CURRENT』
- 2005年　湘南ビーチFM『湘南フラパラダイス』
- 2005年　BAY FM『ザ・フリントストーン』10月
- 2005年　BAY FM『ザ・フリントストーン』10月
- 2005年　J-WAVE『東京ラボラトリー』
- 2006年　TBS＆BBC『プラネット・ブルー』9月
- 2006年　BAY FM『ザ・フリントストーン』11月

## 探検・冒険
- 1984年　パプアニューギニア学術調査 / テレビ朝日放映
- 1985年　日韓合同済州島洞窟調査 / KTV放映
- 1987年　トルコ・アナトリア洞窟群調査 / NHK静岡放映
- 1991年　ネパール・洞窟壁画の調査
- 1991年　ハワイ島マウナロア調査
- 1992年　ハワイ島マウナロア調査(第2次) / テレビ東京放映
- 1992年　八丈富士調査(第1次)
- 1993年　ハワイ島キラウエア調査（第3次）
- 1993年　八丈富士調査(第2次、第3次)
- 1994年　ハワイ島キラウエア調査（第4次）
- 1994年　八丈富士調査(第4次)
- 1995年　カナダバンクーバー島洞窟調査
- 1996年　ハワイ島キラウエア調査（第5次）
- 1997年　ハワイ島カウ地区調査(第1次)
- 1998年　ハワイ島カウ地区調査(第2次)
- 1999年　トルコ・アナトリア洞窟群調査(第2次)
- 2000年　ハワイ主要六島調査(第1次、第2次)
- 2001年　ハワイ島トレッキング / NHK放映
- 2001年　ハワイ島・オアフ島調査(第3次)